# Veľké Rovné
Veľké Rovné (Hongaars:Nagyróna) is een Slowaakse gemeente in de regio Žilina, en maakt deel uit van het district Bytča.
Veľké Rovné telt 4042 inwoners.